# Usina Hidrelétrica de Guilman Amorim
A Usina Hidrelétrica de Guilman Amorim foi inaugurada em 17 de outubro de 1997, e está localizada no rio Piracicaba entre os municípios de Nova Era e Antônio Dias, no estado brasileiro de Minas Gerais. É composta por quatro máquinas síncronas de 38,9 MW cada de fabricação Siemens e turbinas tipo "Francis" de fabricação Voith. Entretanto, o fornecimento de potência ativa acordado para uso do sistema de transmissão limita-se a 140 MW.
O empreendimento pertence aos grupos ArcelorMittal (51%) e Samarco (49%).